# جميل الصالح
جميل الصالح أو جميل صالح (من مواليد عام 1975 في قرية اللطامنة في سوريا) هوَ ضابط سابق في الجيش العربي السوري واصبح مُعارضاً للنظام السوري الذي كان بقيادة بشار الاسد عند اندلاع الثورة وقاد جيش العزة الذي خاض حربًا معَ النظام السوري – في إطارِ الحرب الأهليّة – من أجلِ السيطرة على عددٍ من المحافظات السوريّة.

## المسيرة العسكريّة

### الثورة السوريّة
معَ بداية الثورة السورية عام 2011؛ انشقّ جميل الصالح عن الجيش العربي السوري وانضمّ للجيش السوري الحر الذي قاتلَ إلى صفوفهِ عدّة شهور قبل أن يُؤسّس جيش العزة – الذي يتبعُ للجيش الحر – ويُصبح قياديًا فيه. لعب الصالح دورًا مُهمًا في الجيش الحر كما لعبَ التنظيم العسكري الذي يقودهُ دورً مُهمًا هو الآخر في السيطرةِ على عددٍ من المدن والبلدات في سوريا وخاصّة في ريف حماة. ويُعتبر جميل الصالح اليوم من بينِ أهم الضباط المؤثرين في تشكيلات كتائب الثوار.
يُؤمن الصالح بضرورة الحرب ضدّ النظام السوري وداعميهِ من أجلِ «تحريرِ سوريا كاملةً» حيثُ سبقَ له وأن انتقدَ الفصائل المفاوضة في مؤتمر الأستانة واصفًا إيّاها بالتي لم تُفاوض بشرف ولا حاربت بشرف. لدى الصالح أيضًا مواقفُ عدّة خِلال السنوات السبع التي قضاها معَ معسكر المعارضة حيثُ عاتبَ في عام 2016 عددًا من فصائل المُعارضة لعدم إرسالها تعزيزات عسكرية إلى جبهات ريف حماة الشمالي من أجلِ مواجهة حملات قوات النظام العسكرية. كما سبقَ له وأن دعى مقاتلي فصائل المعارضة إلى الانشقاق في حالةِ ما نفذت تلكَ الفصائل «أوامر خارجيّة».

## محاولات الاغتيال
تعرّض الرائد جميل الصالح لمحاولتي اغتيال فاشلتين؛ الأولى كانت في آذار/مارس من عام 2015 على طريق خان شيخون-سجنة في ريف إدلب الجنوبي حينما تعرضت سيارته لإطلاقِ نارٍ من قِبل مجهولين لكنّه لم يُصب والثانيّة بعد حوالي نصفِ العام وبالتحديد في 26 تشرين الأول/أكتوبر حينما زرعَ مجهولون مُجددًا عبوة ناسفة على يمين الطريق الذي مرت فيه سيارة الصالح إلا أنه لم يصب بأذىً واقتصرت الأضرار على الماديّات فقط.